# Mioxena
Mioxena es un género de arañas araneomorfas de la familia Linyphiidae. Se encuentra en la zona paleártica y afrotropical.

## Lista de especies
Según The World Spider Catalog 12.0:
- Mioxena blanda (Simon, 1884)
- Mioxena celisi Holm, 1968
- Mioxena longispinosa Miller, 1970